# Punctoribates sellnicki
Punctoribates sellnicki är en kvalsterart som beskrevs av Rainer Willmann 1928. Punctoribates sellnicki ingår i släktet Punctoribates och familjen Punctoribatidae.

## Underarter
Arten delas in i följande underarter:
- P. s. sellnicki
- P. s. crassirostris